# Banh (Burkina Faso)
Pour les articles homonymes, voir Banh.
Banh est une localité du Burkina Faso située dans le département de Banh, la province du Loroum et la région du Nord. 

## Population
Lors du recensement de 2006, on y a dénombré 4 027 habitants. 